# أولها فرانكو
أولها فيدوريفنا فرانكو (الصغرى) (24 يوليو 1896 - 27 مارس 1987) كاتبة أوكرانية، ومبتكرة أول كتاب طبخ أوكراني.

## النشأة والتعليم
ولدت أولها فرانكو في 24 يوليو 1896، درست مطبخ الطهي في المدرسة العليا للزراعة في فيينا لمدة عامين.

## الكتابة
كتبت كتاب المطبخ العملي (практична кухня)، الذي نُشر عام 1929 في كولوميا، وهو كتاب يركز على الوصفات الغاليسية، على الرغم من أنه يحتوي أيضًا على حوالي 20٪ من الوصفات الأوكرانية. قيل أنه من أوائل كتب الوصفات عن المطبخ الأوكراني. أعيد طبع الكتاب في عام 1991 بعنوان "المطبخ العملي"، ومرة أخرى في عام 2019 بمقدمة بقلم ماريانا دوشار. يحتوي الكتاب على وصفات تركز على الأطباق التقليدية المحضرة من المكونات المحلية.
في عام 1937، نشرت فرانكو كتابها الثاني المطبخ الوطني الذي ركز على الجوانب الغذائية للطهي. في كتابها، شجعت فرانكو ربات البيوت على المطالبة بإجراء فحص جودة الأغذية من السلطات المحلية.

## عائلة
فرانكو من عائلة بيليفيتش الشهيرة. بعد وفاة زوجها الأول (كامينيار موسى) تزوجت من بيترو فرانكو، لتصبح زوجة ابن الناشط والشاعر الأوكراني إيفان فرانكو. غالبًا ما يتم الخلط بين أولها فرانكو وحماتها، حيث أن كلاهما لهما نفس الاسم تمامًا. وللتمييز تسمى بـ "الصغرى" وحماتها بـ "الكبرى" لتجنب الالتباس.

## الوفاة

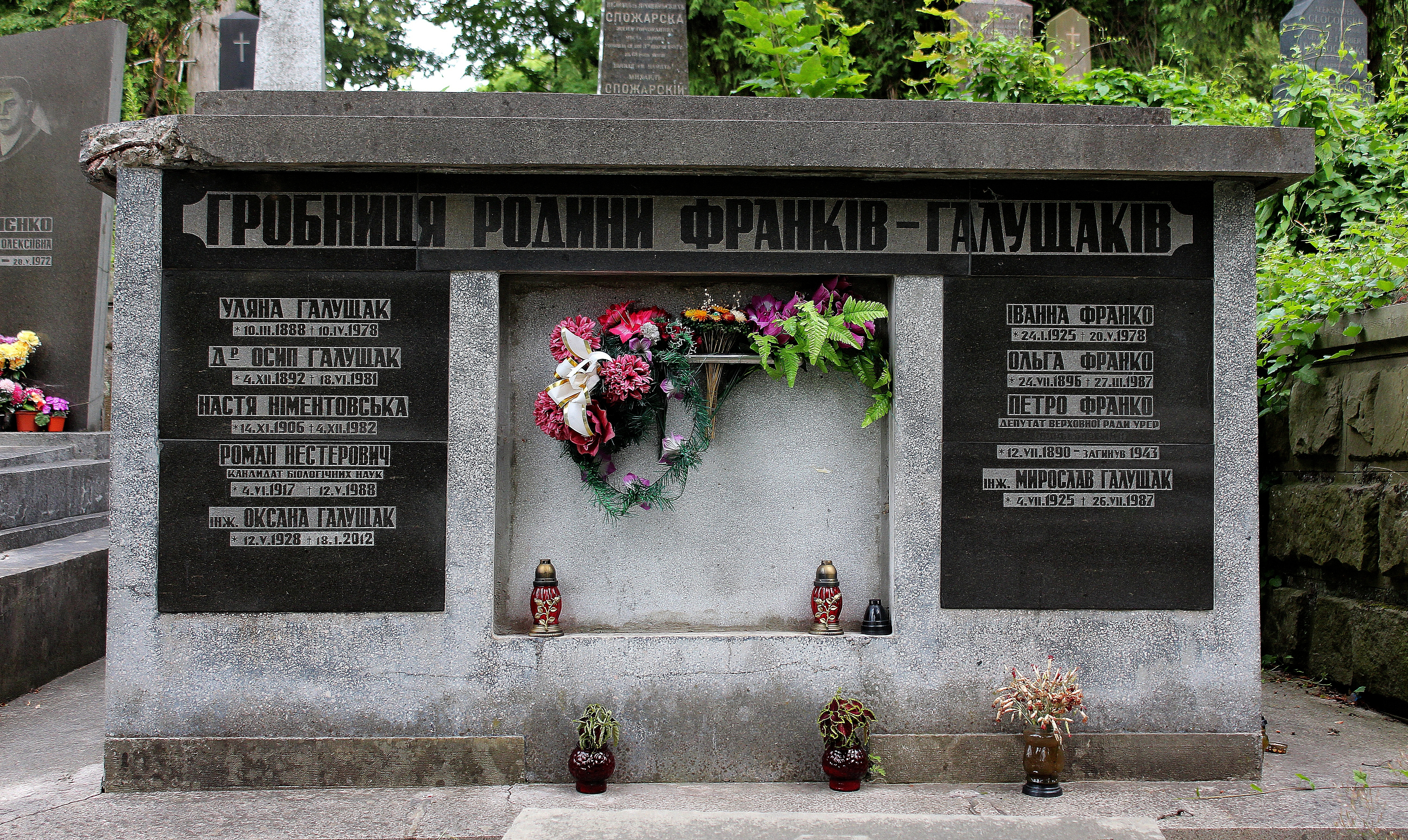
مقبرة عائلة فرانكو هالوشاك. مقبرة ليتشاكيف، الحقل رقم 69.

في عام 1987، توفيت أولها عن عمر ناهز 91. وعلى الرغم من زوجها قتل عام 1941، إلا أنها لم تعلم بمصيره قط.